# Dayana Segovia
Dayana Segovia, född 24 mars 1996 är en volleybollspelare (högerspiker).
Soto spelar med Colombias landslag och har med dem tagit silver vid sydamerikanska mästerskapen 2019 och 2021. Hon spelade också i VM 2022. Hon har spelat med klubbar i Colombia, Argentina, Finland, Brasilien, Frankrike och Tyskland.